# Microsoft Office SharePoint Designer
Microsoft Office SharePoint Designer — WYSIWYG HTML-редактор і програма для вебдизайну від компанії Microsoft, заміна для Microsoft Office FrontPage і частина сімейства SharePoint. Є одним з компонентів пакету Microsoft Office 2007, однак не включений ні в один з комплектів офісу (встановлюється окремо). Перехід у назві від FrontPage до SharePoint Designer пов'язаний з його призначенням: створенням і дизайном вебсайтів Microsoft SharePoint. SharePoint Designer має один і той же рушій відтворення HTML, що і Microsoft Expression Web і не покладається на рушій Trident браузера Internet Explorer, який менш сумісний із загальними стандартами.
Аналог SharePoint Designer, Microsoft Expression Web, дуже схожий на нього і призначений для спільної веброзробки.
У 2009 році Microsoft Office SharePoint Designer 2007 став поширюватися безкоштовно для всіх охочих на офіційному сайті Microsoft Office.